# Henry George Grey, 3. hrabě Grey
Henry George Grey, 3. hrabě Grey (do roku 1845 pod jménem vikomt Howick) (Henry Grey, 3rd Earl Grey, 3rd Viscount Howick, 3rd Baron Grey of Howick) (28. prosince 1802, Howick Hall, Anglie – 9. října 1894, Howick Hall, Anglie) byl britský státník z rodu Greyů, byl synem premiéra 2. hraběte Greye. Od mládí se věnoval problematice kolonií, v letech 1846–1852 byl ministrem války a kolonií. Jako dědic titulu hraběte byl od roku 1845 členem Sněmovny lordů, v roce 1863 získal Podvazkový řád. Uplatnil se také jako spisovatel. Zemřel bez mužského potomstva, peerský titul zdědil synovec Albert Grey, 3. hrabě Grey.

## Životopis

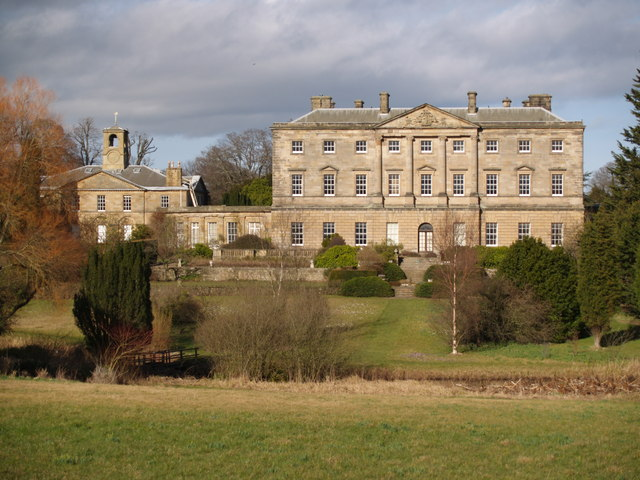
Zámek Howick Hall (Northumberland), hlavní sídlo hrabat Greyů

Narodil se na rodovém sídle Howick Hall v Northumberlandu jako nejstarší syn premiéra 2. hraběte Greye. Pocházel z početné rodiny, měl dvanáct mladších sourozenců, bratr Charles Grey (1804–1870) byl generálem a tajemníkem královny Viktorie, další bratři Frederick William Grey (1805–1878) a George Grey (1809–1891) dosáhli v námořnictvu hodnosti admirála, nejstarší sestra Louisa (1797–1841) byla manželkou kanadského generálního guvernéra hraběte z Durhamu, další sestra Mary (1807–1884) se provdala za významného státníka lorda Halifaxe. Studoval soukromě, poté na univerzitě v Cambridge, v letech 1826–1845 byl členem Dolní sněmovny za stranu whigů. V otcově vládě byl státním podsekretářem války a kolonií (1830–1833), vnitra (1834), v Melbournově vládě zastával funkci sekretáře války (1835–1839), zároveň byl komisařem výboru pro reorganizaci správy armády. V Russelově vládě byl ministrem války a kolonií (1846–1852). V této funkci prosazoval moderní přístup, že kolonie by měly být spravovány především k vlastnímu prospěchu a ne jen s ohledem na zisk Velké Británie. Po demisi Russellovy vlády v roce 1852 již žádný úřad nepřijal, i když podle veřejného mínění byl v době krymské války nejvhodnějším kandidátem na post ministra války. V pozdějších letech napsal několik spisů, v nichž prezentoval své názory na správu kolonií. V letech 1847–1877 byl lordem místodržitelem v Northumberlandu a v roce 1863 získal Podvazkový řád, v roce 1869 obdržel Řád sv. Michala a sv. Jiří.
Jeho manželství s Mary Copley (1803–1879) zůstalo bez potomstva, hraběcí titul zdědil synovec Albert (1851–1917), pozdější generální guvernér v Kanadě.
Jeho jméno nese předměstí Howick v Aucklandu na Novém Zélandu.